# 숨바꼭질 (2017년 영화)
《숨바꼭질》(The Super)은 미국에서 제작된 스테판 릭 감독의 2017년 스릴러 영화이다. 발 킬머 등이 주연으로 출연하였고 브렛 포브스 등이 제작에 참여하였다.

## 출연

### 주연
- 발 킬머
- 패트릭 플러거

### 조연
- 폴 밴 빅터
- 루이자 크로즈
- 이얼 바즈퀫즈
- 마테아 콘포티
- 테일러 리처드슨

## 기타
- 의상: 샤우너 레온
- 배역: 에이비 코프먼

## 제작
2018년 8월 13일, 사반 필름스는 이 영화의 권리를 획득하였다고 발표하였다.